# 131 (số)
131 (một trăm ba mươi mốt) là một số tự nhiên ngay sau 130 và ngay trước 132.